# Terry Farrell
Theresa Lee Farrell (Cedar Rapids, Iowa, 19 de noviembre de 1963) es una actriz y modelo estadounidense conocida principalmente por sus roles de Jadzia Dax en la serie Star Trek: Deep Space Nine y de Regina Kostas en la serie Becker.

## Primeros años
Farrell es hija de Kay Carol Christine Bendickson y Edwin Francis Farrell Jr. Posteriormente su madre se casó con David W. Grussendorf, quien adoptó a Terry y su hermana Christine. En 1978, pasó una temporada en la Ciudad de México como estudiante de intercambio internacional. Desde entonces, y atraída por las grandes ciudades, decidió durante su primer año de escuela secundaria, enviar su foto a la agencia de modelos Elite ubicada en New York. Poco después, con dieciséis años, fue citada en Nueva York y a los dos días de su llegada, firmó contrato exclusivo con la revista Mademoiselle.

## Carrera

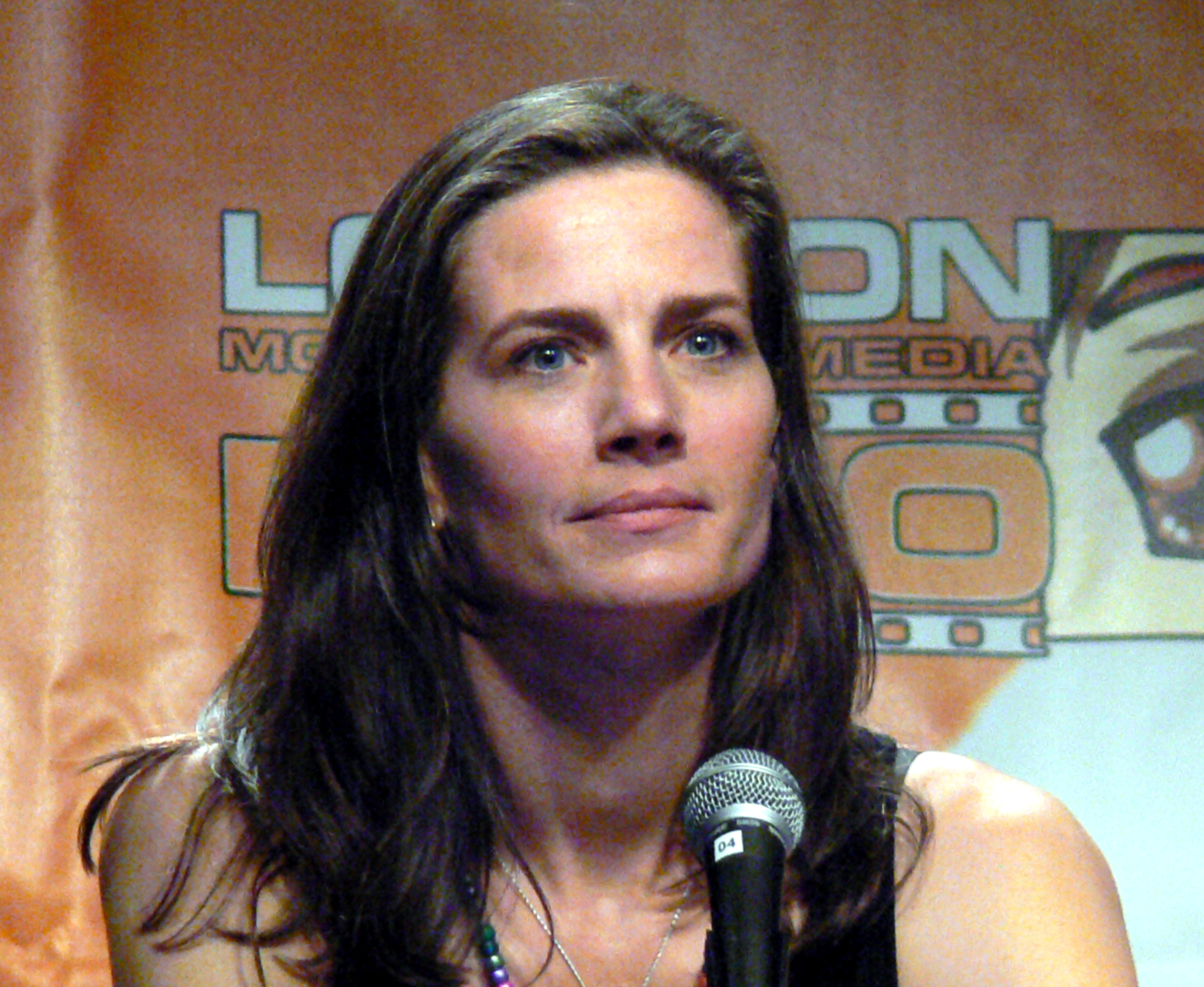
Terry Farrell en la Exposición de Londres, 2009

Durante los dieciocho meses que trabajó como modelo, Terry también estudió actuación con Kate McGregor Stewart. Sus primeros roles destacables fueron en la serie de televisión Paper Dolls de 1983, donde su papel era de una modelo, y en el filme Back to School con Rodney Dangerfield. En la primavera de 1989, comenzó sus estudios con Stella Adler y apareció en algunos roles de estrella invitada en series como Quantum Leap y The Cosby Show. En 1992, dio vida a Gato en un segundo episodio piloto para una versión estadounidense no realizada de la serie británica Red Dwarf.
Poco después del abandono del proyecto de Enano Rojo, se le ofreció el rol protagonista de Jadzia Dax, la oficial científica de Star Trek: Deep Space Nine. Terry era una trill que se convertía en huésped de un simbionte de trescientos años de edad, por lo que podía recuperar memorias y conocimiento de los huéspedes previos del simbionte. La serie debutó en enero de 1993. El contrato de Farrell expiraba al final la sexta temporada pero no se llegó a un acuerdo de renovación por lo que los productores decidieron matar el personaje huésped pero recuperando al simbionte que pasó a una nueva huésped, Ezri Dax, interpretada por la actriz Nicole de Boer.
Posteriormente Farrell coprotagonizó la serie Becker con el rol de Regina «Reggie» Kostas, teniendo una cierta tensión sexual con el personaje John Becker representado por Ted Danson, una línea argumental que fue abandonada tras la primera temporada por considerarla demasiado parecida a la de Sam, interpretado también por Danson, y Diana en Cheers. Estuvo en la serie durante las cuatro primeras temporadas, noventa y cuatro episodios en total, siendo despedida tras el final de la cuarta temporada. Sustituida por Nancy Travis, quien apareciera en los últimos episodios de la cuarta temporada. Se alegó que el canal de televisión quería darle un giro a la serie y los productores tomaron esta arriesgada decisión.
Farrell también fue la voz del personaje Six en el cortometraje animado Tripping the Rift, que finalmente se convirtió en una serie de televisión del canal SyFy en la cual otras actrices le dieron voz a su personaje. Tripping the Rift fue presentada por primera vez en Internet, con Patricia Beckmann dando voz a Six y fue reemplazada por la voz de Farrell para un episodio en SyFy de la serie Exposure en el que Farrell participó como conductora invitada. La versión de Farrell como Six solo se ha oído una vez en televisión.

## Vida personal
Farrell se retiró de la actuación para concentrarse en su familia. Vivió en Hershey (Pensilvania) con su esposo, el actor Brian Baker, quien fuera portavoz y protagonista de comerciales de Sprint Corporation y su hijo. Farrell apareció junto a su por aquel entonces marido en una producción de la obra Cartas de amor, de A. R. Gurney, en el Hershey Area Playhouse. En una entrevista de 2011, mencionó que Michael Dorn y ella siempre han sido buenos amigos.
El asteroide (26734) Terryfarrell, descubierto en 2001, fue nombrado en su honor por quien lo descubrió, el astrónomo William Kwong Yu Yeung.
En marzo de 2018, contrajo matrimonio con Adam Nimoy, hijo del mítico Leonard Nimoy, quien interpretara a Spock.

## Filmografía

### Filmes
| Año  | Título                        | Personaje                 | Notas        |
| ---- | ----------------------------- | ------------------------- | ------------ |
| 1986 | Back to School                | Valerie Desmond           |              |
| 1987 | Off the Mark                  | Jenell Johnson            |              |
| 1992 | Hellraiser III: Hell on Earth | Joanne «Joey» Summerskill |              |
| 1994 | Red Sun Rising                | Det. Karen Ryder          |              |
| 1998 | Reasons of the Heart          | Maggie Livingston         |              |
| 2000 | Peligro en las profundidades  | Allison Saunders          |              |
| 2000 | Tripping the Rift             | Six of One                | Cortometraje |
| 2002 | Psychic Murders               | Macy                      | Video        |

### Televisión
| Año       | Título                                 | Personaje                            | Notas                                 |
| --------- | -------------------------------------- | ------------------------------------ | ------------------------------------- |
| 1984      | Paper Dolls                            | Laurie Caswell                       | Protagonista (13 episodios)           |
| 1984      | Spencer                                | Sally                                | Episodio: «The World's Worst Date»    |
| 1985      | The Cosby Show                         | Nicki Phillips                       | Episodio: «The Younger Woman»         |
| 1986      | Beverly Hills Madam                    | Julie Tyler                          | Telefilme                             |
| 1986      | The Deliberate Stranger                | Katie Hargreaves                     | Telefilme                             |
| 1986      | The Twilight Zone                      | Marsha Cole                          | Episodio: «The After Hours (1986)     |
| 1986      | Family Ties                            | Liz Obeck                            | Episodio: «The Big Fix»               |
| 1991      | Mimi & Me                              | Mimi Molloy                          | Telefilme                             |
| 1992      | Quantum Leap                           | Teniente Lisa Sherman                | Episodio: «A Leap For Lisa»           |
| 1992      | Grapevine                              | Laurie                               | Episodio: «The Allison and Ken Story" |
| 1992      | Red Dwarf                              | Gato                                 | Telefilme (piloto en EE. UU.)         |
| 1993      | Danielle Steel's Star                  | Elizabeth                            | Telefilme                             |
| 1993-1998 | Star Trek: Deep Space Nine             | Teniente comandante Jadzia Dax       | Protagonista (148 episodios)          |
| 1996      | Star Trek: Deep Space Nine: Harbinger  | Teniente comandante Dax (voz)        | Videojuego                            |
| 1996      | Treasure Quest                         | Guía espiritual (voz)                | Videojuego                            |
| 1998      | Legion                                 | Mayor Agatha Doyle                   | Telefilme                             |
| 1998-2002 | Becker                                 | Regina «Reggie» Kostas               | Protagonista (94 episodios)           |
| 2000      | Star Trek: Deep Space Nine: The Fallen | Teniente comandante Jadzia Dax (voz) | Videojuego                            |
| 2000      | One True Love                          | Dana Boyer                           | Telefilme                             |
| 2002      | Crossing the Line                      | Laura Mosbach                        | Telefilme                             |
| 2002      | Gleason                                | Marilyn Taylor                       | Telefilme                             |
| 2003      | Code 11-14                             | Michelle Novack                      | Telefilme                             |